# گزش زنبور
گزش زنبور (انگلیسی: Bee sting) زخمی است که به واسطهٔ گزش زنبور به وجود می‌آید و حاصل فرورفتن نیش زنبور در گوشت فرد قربانی است. در اغلب موارد، چنین نیش‌هایی می‌توانند کاملاً دردناک باشند و بنابراین، بیشتر افراد به شدت از آنها اجتناب می‌کنند.
نیش زنبور با گزش و نیش حشرات متفاوت است. این موضوع از دیدگاه زهر و زهرابه هم مصداق دارد. واکنش بدن در برابر نیش زنبور ممکن است از یک گونه به گونهٔ دیگر کاملاً متفاوت باشد. به‌طور خاص، نیش زنبورهای عسل اسیدی است در حالی که نیش زنبور بی‌عسل قلیایی است و به همین منظور، واکنش بدن در مقابل نیش زنبور عسل کاملاً می‌تواند متفاوت از نیش زنبور بی‌عسل باشد. چند گونه از زنبورها، عنوان تهاجمی‌ترین گونه از خانواده زنبوران را یدک می‌کشند که مهمترین آنها عبارت هستند از، شاخ‌صورت تاس، زنبور زرد، زنبور سرخ غول‌آسای آسیایی و زنبور سرخ. همهٔ حشرات یادشده با تهاجم از لانه‌های خود دفاع می‌کنند.

## نگارخانه

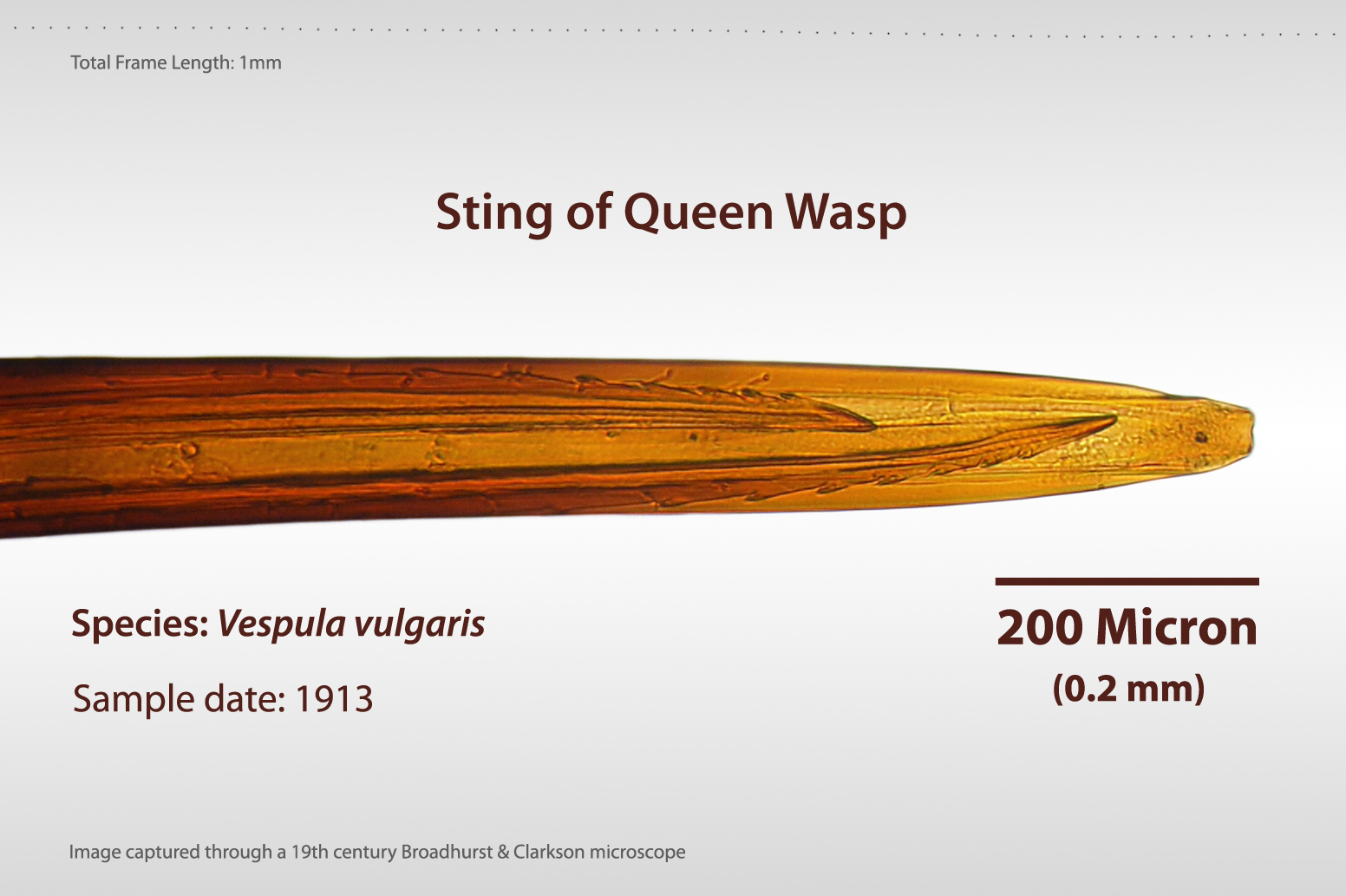
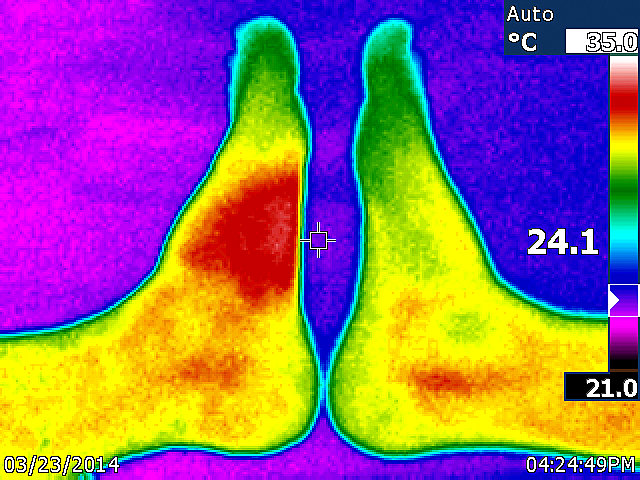
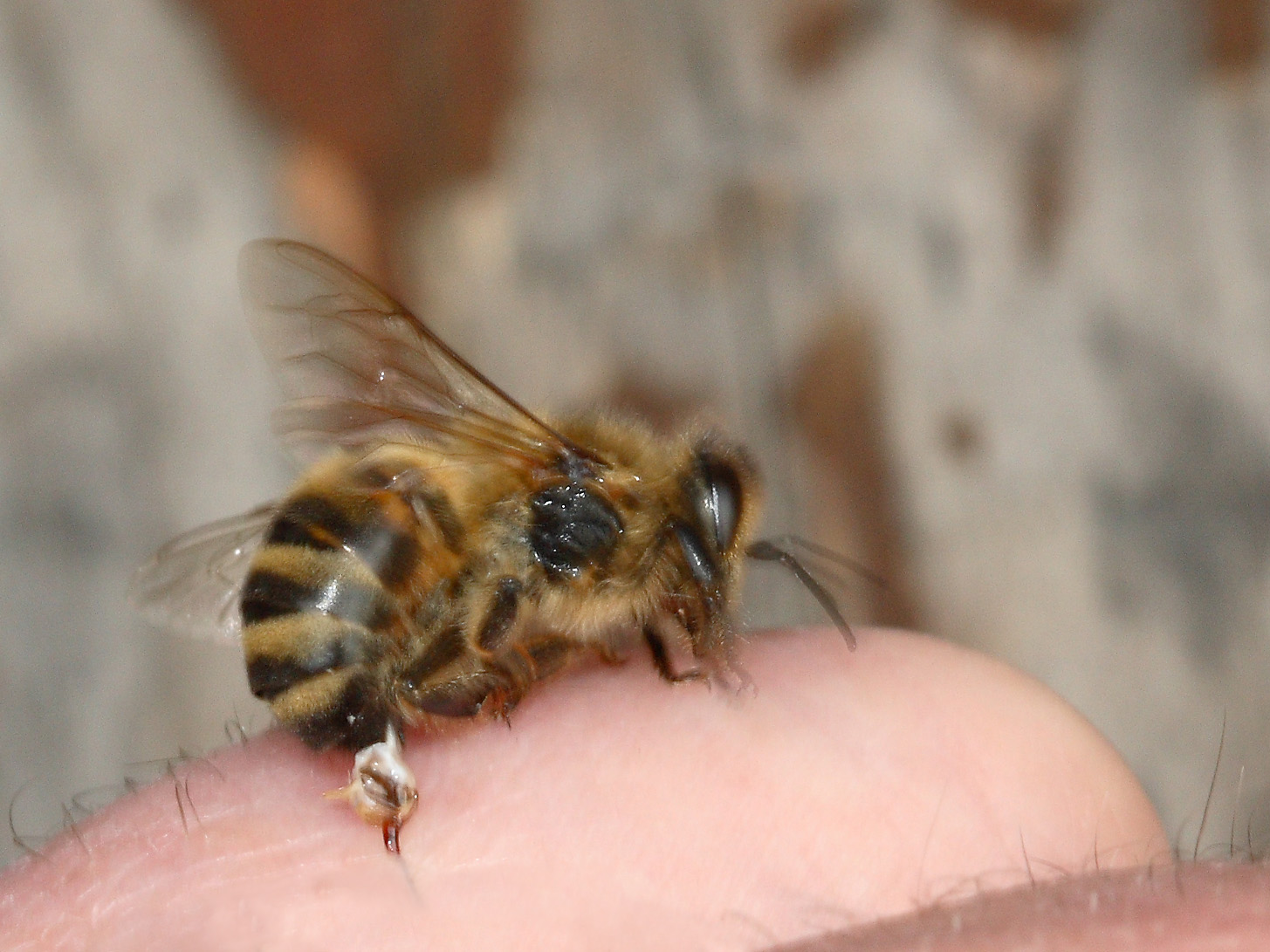
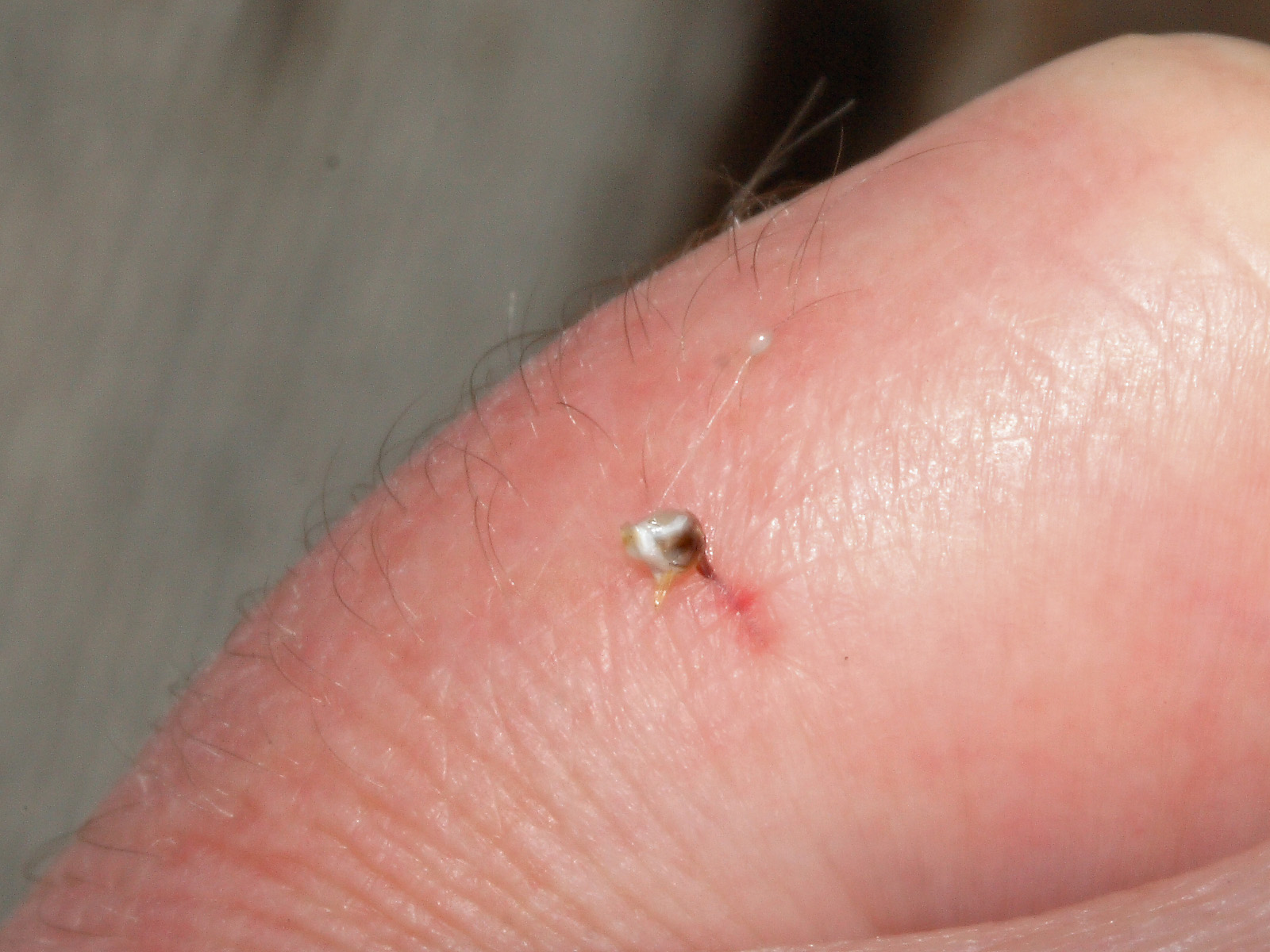
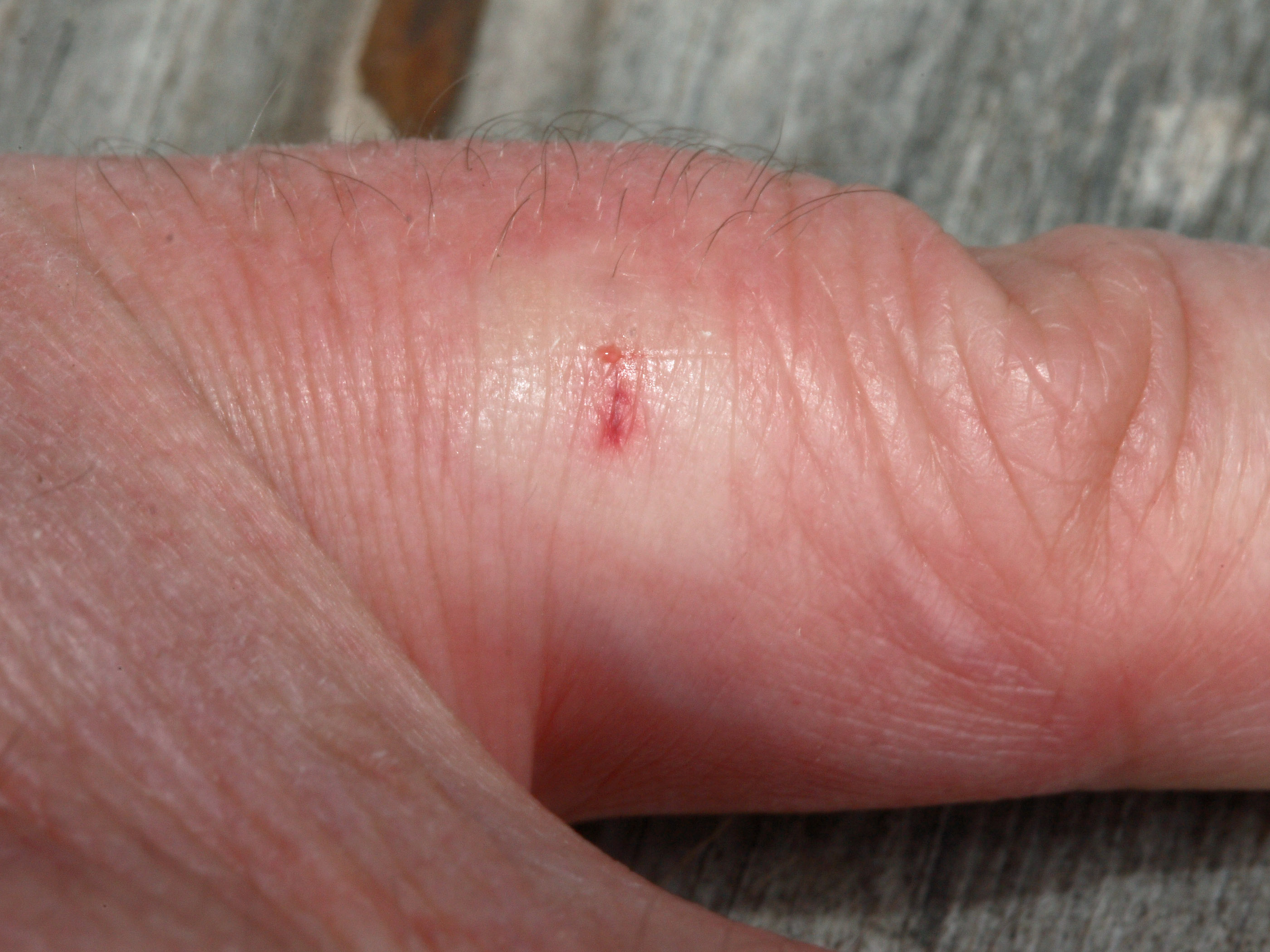
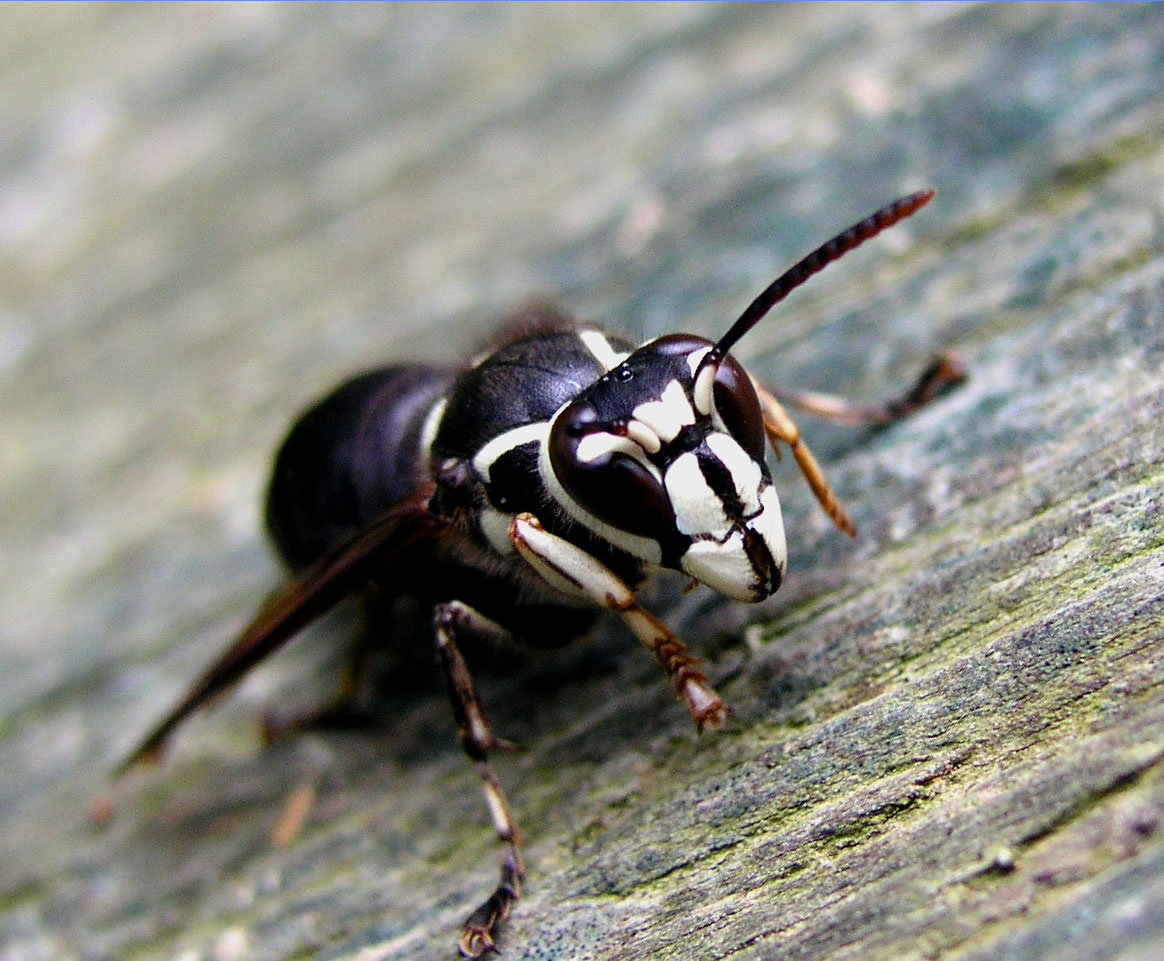
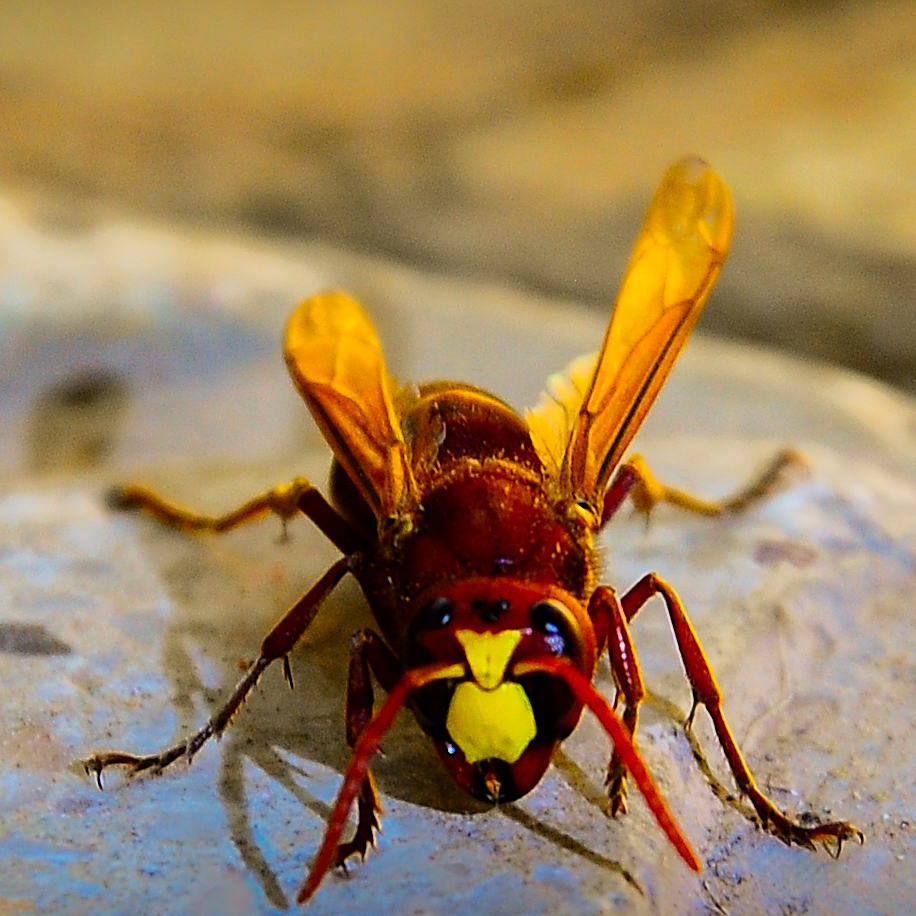